# Моулінг (національний парк)
Національний парк Моулінг — національний парк, розташований в індійському штаті Аруначал-Прадеш, який поширюється переважно на район Верхній Сіанг і частини районів Західний Сіанг і Східний Сіанг. Це був другий національний парк, створений у штаті після Національного парку Намдапха в 1972 році. Національний парк Моулінг і заповідник дикої природи Дібанґ повністю або частково розташовані на території біосферного заповідника Діганґ-Дібанґ.

## Назва
Парк названий на честь сусіднього піку Моулінг. Mouling — це слово Аді, яке означає червону отруту або червону кров, яка, як вважають, є червоним латексом місцевого дерева. Вважається, що в цьому районі є велика кількість отруйних змій, але це неможливо підтвердити, оскільки екологія цього району мало досліджена.
Moulíng означає (among = ґрунт/земля та yalíng = червоний), з-поміж (mo) yalíng (líng). Тому moulíng слід сприймати як червону землю.

## Географія
Національний парк займає площу близько 483 км 2, що утворює західну частину біосферного заповідника Діганґ-Дібанґ. Місцевість пересічена з діапазоном висот від 750 до 3064 м у найвищій точці, піку Моулінг. Річка Сійом протікає вздовж західної околиці парку, а кілька невеликих річок, таких як Сірінґ, Кробонґ, Семонґ і Субонґ, впадають у річку Сіанґ біля східної межі парку.
Парк перебуває під адміністративним контролем відділеного управління лісів, розташованого в Jengging, а найближчі великі міста — Along і Пасігат, 130 км та 185 км від парку. Під'їзд до парку неможливий по дорогах через віддаленість території та погану комунікаційну спроможність. Найближчий аеродром знаходиться в Поздовж. Управлінський контроль лісового департаменту обмежений відсутністю дорожнього сполучення, а всі дивізійні/полігонні/дільничі офіси розташовані далеко за межами парку. Межі парку були проведені шляхом аерофотозйомки на основі штучних і природних кордонів, таких як річка Сійом на заході, і наземна демаркація ділянок межі ще не завершена. Парк має два діапазони; хребет Рамсінґ, до якого можна дістатися з села Бомдо, і хребет Дженгінґ, до якого можна дістатися з села Ліссінґ.
Територія надзвичайно волога, з рясними опадами (2343 мм на рік) і без чітко вираженого сухого сезону. На низькій висоті температура коливається від 15 °C до 38 °C, зимовий снігопад спостерігається на більшій висоті. Температура коливається від 4,2 °C до 17,7 °C на висоті від 2200 м над рівнем моря.

## Біологія та екологія
Територія навколо національного парку Моулінг відрізняється великим біорізноманіттям із сусідством різних біотопів, і її часто називають колискою біорізноманіття штату. З висотами від 400 м до понад 3000 м у парку, він утворює перехідну зону між тропічними лісами на менших висотах до найбільш помірних лісів на висотах понад 2800 м.
Загальна недоступність через погані дороги або їх відсутність та історії, пов'язані з самим лісом, зберегли основну територію національного парку відносно незайманою діяльністю людини. Існують докази минулих практик вирощування джгуму, особливо в північній і південно-східній частинах парку. Там живуть такі тварини, як такін, горал, індійський леопард, бенгальський тигр, мунтжак, козоріг та червона панда.